# Rodriguesophis chui
Rodriguesophis chui — вид змій родини полозових (Colubridae). Ендемік Бразилії.

## Поширення і екологія
Rodriguesophis chui відомі з двох місцевостей, розташованих серед піщаних дюн в долині річки Сан-Франсиску в штаті Баїя. Вони живуть в сухих чагарникових заростях каатинга. Ведуть риючий спосіб життя.

## Збереження
МСОП класифікує цей вид як такий, що перебуває під загрозою зникнення. Rodriguesophis chui загрожує знищення природного середовища.